# Brătianovca, Hîncești
Brătianovca este un sat din cadrul comunei Sărata-Galbenă din raionul Hîncești, Republica Moldova. Împreună cu satele Cărpineanca, Coroliovca, Valea Florii intră in componența comunei cu centrul administrativ in satul Sărata Galbenă. Satul este situat la 25 km de centrul raional Hîncești și la km de capitala Republica Moldova Chișinău.

## Istorie
Brătianovca a fost fondat prin anul 1908 prin permutarea unei părți a populației din Sărata Galbenă. Denumirea satului provine de la familia unui boier român Brătianu căruia îi aparțineau pământurile de aici. Aici el avea un conac, care se afla pe teritoriul actual al fermei de cornute, dar el aici nu locuia, doar venea rareori. La sfârșitul anilor '30 el a început a vinde pământurile sale. Locuitorii din Sărata Galbenă au început a cumpăra de la el pământ, și când unii au adunat destul de mult pământ, au început a se muta cu traiul. Primii locuitori și-au construit casele pe locurile unde actualmente se află ferma de vite. Primele familii care s-au permutat au fost: Urechianu, Grușevschi, apoi Prozorovschi Gheorghe.

## Demografie
În Brătianovca sunt 114 case, locuiesc in jur la 500 locuitori.

### Structura etnică
Structura etnică a localității conform recensământului populației din 2004:
| Grup etnic                    | Populație | % Procentaj |
| ----------------------------- | --------- | ----------- |
| Băștinași declarați Moldoveni | 391       | 94,44%      |
| Ucraineni                     | 19        | 4,59%       |
| Ruși                          | 3         | 0,72%       |
| Bulgari                       | 1         | 0,24%       |
| Total                         | 414       |             |

## Economie și infrastructură
Majoritatea populației lucrează în cadrul cooperativei agricole „Agrosargal”. Pe teritoriul satului sunt amplasate fermele de ovine, porcine și de vite cornute mari (care nu activează în prezent); sunt deschise două magazine. În preajma satului sunt două iazuri care sunt arendate pentru creșterea peștelui. La 3 km de sat se află o pădure mare a ocolului silvic din Cărpineni.